# Juan Bautista Erro y Azpiroz
Juan Bautista Erro (o Herro) Azpiroz y Beloqui (Andoain, 12 de juliol de 1773 - Baiona, 5 de gener de 1854) va ser un polític, hisendista i arqueòleg basc, ministre durant el regnat de Ferran VII.

## Biografia
Fill d'un professor del Col·legi de Vergara, va estudiar matemàtiques i dibuix en la Reial Societat Bascongada d'Amics del País (1791). Va ser comptador de rendes, propis i arbitris de les províncies de Sòria (1798), on va continuar les recerques arqueològiques de Juan Loperráez sobre Numància iniciant les primeres excavacions arqueològiques en 1803, i a La Manxa (1807); superintendent de les mines d'Almadén (1802), on va traçar els plànols de les mines i va participar en la seva Acadèmia de Mineria i Geometria Subterrània; vocal secretari de les Juntes de Defensa d'Andalusia i La Manxa (1809), diputat a Corts (1810), president de la Junta de La Manxa, intendent de les províncies de Sòria i Madrid (1814), intendent de l'exèrcit de Catalunya (1817), intendent de Madrid i de Barcelona (1820), secretari d'estat i de despatx d'Hisenda (1823) i Conseller d'Estat. Es va casar amb María del Carmen Constantín i van tenir almenys dos fills, Mateo, també destacat funcionari, i Juan Evangelista.
Bascòfil, arqueòleg molt interessat en cultures antigues i exòtiques (inclosa la xinesa i l'etrusca) i d'idees reaccionàries i absolutistes, va fugir a França un any després del triomf liberal de Rafael del Riego, en 1821, i va formar part de la regència d'Urgell o govern absolutista provisional de 1823. Fou ministre d'Hisenda res més triomfar els Cent Mil Fills de Sant Lluís en 1823 fins que fou substituït pel més liberal Luis López Ballesteros; va ser bandejat a Valladolid en 1825 i rehabilitat tres anys més tard. De nou el bandejaren a Sevilla en 1830, però obté permís per anar a Sanlúcar de Barrameda i després a Cartagena, des d'on fuig a Londres per Gibraltar (1835).
A Londres trava estreta amistat amb Carles Maria Isidre de Borbó i arriba a Espanya en 1836 nomenat ministre Universal del pretendent carlí amb l'encàrrec de redreçar la seva Hisenda, però no ho aconsegueix malgrat suprimir despeses supèrflues i constituir un Consell General de Negocis del Regne. És el responsable de la insistència dels carlistes a assetjar Bilbao en 1836. El seu últim desterrament va venir amb motiu del Conveni de Bergara en 1839. El govern francès el va internar amb els altres refugiats legitimistes a Bourges i després (1850) a Montpeller; consolidat el tron d'Isabel II, va obtenir permís per residir a Baiona. Allí va travar amistat amb l'abat Duvoisin qui el va convèncer perquè imprimís els seus estudis inèdits, però va morir el 5 de gener de 1854.
Va continuar els estudis bascos de Pablo Pedro Astarloa i Juan Antonio de Iza Zamácola, qui, a la seva mort, van llegar els seus papers, obres literàries i manuscrits a Erro. Tots aquests papers i l'arxiu d'Erro, amb els manuscrits i esborranys originals de les seves obres, es troben en l'arxiu del marquesat de Grox. Erro va defensar en diverses polèmiques la llengua basca. Amb aquest motiu va publicar Alfabeto de la lengua primitiva de España y explicación de sus más antiguos monumentos de inscripciones y medallas, Madrid, 1806, on sosté que l'alfabet ibèric va ser a causa dels bascos i amb gran facilitat es dedica a transcriure tota escriptura suposadament ibèrica; José Antonio Conde y García va atacar els disbarats metodològics i històrics continguts en aquesta obra, al que es va afegir el capellà de Montuenga. Tanmateix l'obra va ser traduïda a l'anglès per George W. Erving (Boston, 1829) i al francès per Eloi Johanneau, sense lloc ni any. Va contestar a aquestes crítiques en 1807 amb Observaciones filosóficas en favor del Alfabeto primitivo. A Madrid edità la seva obra principal, El mundo primitivo o examen filosófico de la antigüedad y cultura de la nación bascongada.

## Obres
- Alfabeto de la lengua primitiva de España (Madrid, 1806)
- Observaciones filosóficas en favor del alfabeto primitivo (Pamplona, 1807)
- El mundo primitivo o Examen filosófico de la antigüedad y cultura de la nación bascongada (Madrid, 1815). Hay edición moderna: Editorial Amigos del Libro Vasco, 1983.